# Anthene arora
Anthene arora är en fjärilsart som beskrevs av Larsen 1983. Anthene arora ingår i släktet Anthene och familjen juvelvingar. Inga underarter finns listade i Catalogue of Life.